# Hollow Years
«Hollow Years» es la cuarta pista del álbum Falling Into Infinity de la banda de metal progresivo Dream Theater. Es, también, uno de los cortes publicitarios del disco, y el nombre del sencillo perteneciente al mismo álbum.

## Versiones
Existen tres versiones de la canción: la primera, la versión del álbum, con el solo introductorio de guitarra clásica completo, y sin cortar partes de los versos; al contrario, la segunda versión, la de radiodifusión y la del videoclip, tiene solo una pequeña parte del solo (además de que la introducción de shakers no está) y una de las veces en las que aparece el pre-estribillo, lo cortan para pasar directamente al estribillo final; y la tercera versión, la menos conocida, que es la original, contiene una sección en medio que en el proceso de producción del álbum fue cortada, así como muchas otras canciones de Falling Into Infinity. Esta última versión puede encontrarse en el bootleg oficial The Falling Into Infinity Demos, junto con las versiones originales de muchos otros temas, así como otras canciones descartadas del álbum.

## Sencillo

### Europa
1. Hollow Years (Radio Edit) – 4:10
2. Hollow Years (LP Version) – 5:53
3. You or Me (You Not Me-Demo Version) – 6:22
4. The Way It Used to Be (Non LP Track) – 7:48

### Japón
1. Hollow Years (Radio Edit) – 4:10
2. Hollow Years (LP Version) – 5:53
3. You or Me (You Not Me-Demo Version) – 6:22
4. The Way It Used to Be (Non LP Track) – 7:48
5. Burning My Soul (Live) – 8:20
6. Another Hand/The Killing Hand (Live) – 13:28